# Пиллен, Джеймс
Джеймс (Джим) Ду́глас Пи́ллен (англ. James Douglas Pillen; род. 31 декабря 1955, Колумбус, Небраска) — американский ветеринар и политик. Действующий губернатор Небраски.

## Ранняя жизнь и образование
После окончания младше-старшей средней школы Лейквью в 1974 году он получил степень бакалавра наук в области зоотехники в Университете Небраски в Линкольне и докторскую степень ветеринарной медицины в Колледже ветеринарной медицины Университета штата Канзас.
С 1975 по 1978 год играл за студенческую команду по американскому футболу Nebraska Cornhuskers на позиции дефенсив бэка под руководством Тома Осборна. Его фигура увековечена в скульптурной композиции вместе с тренером. Пиллен был включен в Зал славы футбола штата Небраска в 2004 году.

## Карьера
Пиллен — практикующий ветеринар, а также председатель Pillen Family Farms. Бизнес, которым управляют члены семьи Пиллена, приобрел DNA Genetics в 2003 году. Пиллен также работал президентом торговой палаты района Колумбус и председателем совета директоров Columbus Community Hospital. Пиллен входил в регентский комитет Университета Небраски с 2012 года, занимая должности заместителя председателя и председателя в 2018 и 2020 годах соответственно.
Пиллен — кандидат от республиканской партии в губернаторских выборах в Небраске в 2022 году. Во время республиканских первичных выборов он отказался обсуждать своих основных соперников. Пиллен был поддержан действующим и бывшим губернаторами Питом Рикеттсом и Кэй Орр. При большом количестве первичных кандидатов Пиллен выиграл номинацию, набрав около 33,75 % голосов, победив Чарльза Гербстера (который получил 30,13 %), Бретта Линдстрома (25,68 %) и Терезу Тибодо (6.05 %). Напарником Пиллена являлся бывший окружной прокурор Джозеф Келли. Пиллен проводил кампанию по противодействию абортов и критической расовой теории.
На всеобщих выборах Пиллен отказался участвовать в дебатах со своей оппоненткой-демократкой Кэрол Блуд. И тем не менее он набрал 60,5 % голосов избирателей против 35,6 % у Блуд и был избран губернатором штата.

## Губернатор
Первым решением нового губернатора стало назначение своего предшественника Рикеттса в Сенат США взамен ушедшего в отставку Бена Сасса.
В октябре 2023 года был подвергнут критике, отвечая на сообщение об опасно высоком уровне нитратов на его фермах. Репортёр Яньци Сюй написала, что на 16 фермах Пиллена уровень нитратов составлял не менее 50 частей на миллион, что в пять раз превышает уровень, считающийся безопасным для питья. Утверждая, что он не читал рассматриваемую статью, он сказал: 

Всё, что вам нужно сделать, это посмотреть на автора. Автор из коммунистического Китая — что еще вам нужно знать?— The New York Times
Азиатско-американская ассоциация журналистов выступила с заявлением, осуждающим высказывания губернатора, заявив, что «Сюй, репортёр-расследователь, выросшая в Китае, заслуживает выполнять свою работу, не подвергаясь осуждению из-за своей национальности».

## Семья
Женат на Сюзен Шрив. Имеет детей: Сару, Брока, Полли и Айзика; внуков: Уильяма, Халле, Элоиз, Генри, Харрисона, Эву и Томаса.